# Diócesis de Kasana-Luweero
La diócesis de Kasana-Luweero (en latín: Dioecesis Kasana-Luveerina, en inglés: Roman Catholic Diocese of Kasana-Luweero) es una circunscripción eclesiástica de la Iglesia católica en Uganda. Se trata de una diócesis latina, sufragánea de la arquidiócesis de Kampala. Desde el 9 de diciembre de 2021 es sede vacante y su administrador diocesano es Francis Xavier Mpanga.

## Territorio y organización
La diócesis tiene 8539 km² y extiende su jurisdicción sobre los fieles católicos de rito latino residentes en los distritos de Luwero, Nakaseke y Nakasongola en la región Central.
La sede de la diócesis se encuentra en la ciudad de Luweero, en donde se halla la Catedral de Nuestra Señora de la Paz.
En 2019 en la diócesis existían 18 parroquias.

## Historia
La diócesis fue erigida el 30 de noviembre de 1996 con la bula Cum ad aeternam del papa Juan Pablo II, obteniendo el territorio de la arquidiócesis de Kampala.

## Estadísticas
Según el Anuario Pontificio 2020 la diócesis tenía a fines de 2019 un total de 268 113 fieles bautizados.
| Año                                                                             | Población            | Población | Población      | Sacerdotes | Sacerdotes    | Sacerdotes    | Bautizados por sacerdote | Diáconos permanentes | Religiosos | Religiosos | Parroquias |
| Año                                                                             | Bautizados católicos | Total     | % de católicos | Total      | Clero secular | Clero regular | Bautizados por sacerdote | Diáconos permanentes | Varones    | Mujeres    | Parroquias |
| ------------------------------------------------------------------------------- | -------------------- | --------- | -------------- | ---------- | ------------- | ------------- | ------------------------ | -------------------- | ---------- | ---------- | ---------- |
| 1999                                                                            | 173 400              | 510 950   | 33.9           | 29         | 18            | 11            | 5979                     |                      | 14         | 34         | 12         |
| 2000                                                                            | 173 600              | 511 800   | 33.9           | 28         | 19            | 9             | 6200                     |                      | 12         | 38         | 13         |
| 2001                                                                            | 180 544              | 564 100   | 32.0           | 30         | 19            | 11            | 6018                     |                      | 13         | 40         | 13         |
| 2002                                                                            | 187 950              | 586 117   | 32.1           | 32         | 21            | 11            | 5873                     |                      | 19         | 43         | 14         |
| 2003                                                                            | 192 949              | 594 908   | 32.4           | 39         | 25            | 14            | 4947                     |                      | 27         | 44         | 14         |
| 2004                                                                            | 198 519              | 593 627   | 33.4           | 44         | 27            | 17            | 4511                     |                      | 32         | 55         | 14         |
| 2006                                                                            | 205 016              | 641 875   | 31.9           | 48         | 31            | 17            | 4271                     |                      | 29         | 52         | 15         |
| 2007                                                                            | 209 792              | 662 000   | 31.7           | 47         | 30            | 17            | 4463                     | 1                    | 31         | 52         | 16         |
| 2013                                                                            | 232 502              | 754 112   | 30.8           | 51         | 34            | 17            | 4558                     |                      | 26         | 85         | 17         |
| 2016                                                                            | 252 700              | 785 000   | 32.2           | 44         | 29            | 15            | 5743                     |                      | 23         | 86         | 17         |
| 2019                                                                            | 268 113              | 825 413   | 32.5           | 70         | 54            | 16            | 3830                     |                      | 32         | 82         | 18         |
| Fuente: Catholic-Hierarchy, que a su vez toma los datos del Anuario Pontificio. |                      |           |                |            |               |               |                          |                      |            |            |            |

## Episcopologio
- Cyprian Kizito Lwanga † (30 de noviembre de 1996-19 de agosto de 2006 nombrado arzobispo de Kampala)
- Paul Ssemogerere (4 de junio de 2008-9 de diciembre de 2021 nombrado arzobispo de Kampala)